# Cronicile Dinastiei Joseon
Cronicile Dinastiei Joseon (조선 왕조 실록 sau 朝鮮 王朝 實錄 în coreeană) cunoscute de asemenea și sub denumirea de Adevăratele Înregistrări din Dinastia Joseon sunt înregistrările anuale ale Regatului Marelui Joseon. Cronicile sau sillok (실록) cuprind 888 de cărți, 1893 de volume, 133.968 de pagini și 189.867.695 de caractere, acoperind o perioadă de 472 de ani, între 1413 și 1865. Lucrarea cuprinde cea mai lungă perioadă de timp dintre toate scrierile istorice ale dinastiilor lumii, întinzându-se pe parcursul domniilor a 25 de regi de la Taejo la Cheoljong. Cu excepția a două părți alcătuite în timpul perioadei coloniale, aceste cronici au fost desemnate a o sută cincizeci și una comoară națională a Coreei și au fost recunoscute de UNESCO ca parte a Registrului Memoria Lumii.
Începând cu anul 2006, cronicile au fost digitalizate de către Institutul Coreean pentru Istorie și sunt disponibile pe internet În ianuarie 2012, institutul a anunțat că va traduce cronicile în engleză până în anul 2033. Lucrările au început în anul 2014 cu bugetul inițial 500.000.000 ₩, dar se estimează că pentru a termina întreaga traducere și adaptare este necesar un buget de 40.000.000.000₩.

## Compilația
În Coreea, în timpul domniei unui rege, istoriografi profesioniști realizau înregistrări detaliate în legătură cu problemele naționale și activitățile statului. Ei colectau zilnic informații despre problemele statului, activitățile diplomatice, economie, religie, artă, viața de zi cu zi a oamenilor și alte lucruri. Aceste înregistrări zilnice deveneau sacho (proiect istoric). S-a pus mult accent pe neutralitatea istoriografilor. Independența acestora era protejată de lege. Nimeni nu putea citi Sacho, nici măcar regele. Dacă un istoriograf divulga sau modifica conținutul acestor proiecte istorice, el era pedepsit prin decapitare. Reglementările stricte după care erau realizate și păstrate conferă acestor cronici o mare credibilitate. Cu toate aceste a existat un rege care a citit cronicile. Acesta a fost tiranul Yeonsangun care, după citirea cronicilor a demarat Prima Epurare a Literaților (1498). Un istoriograf și alte cinci persoane au fost executate cu cruzime din cauza a ceea ce scriseseră într-un Sacho. Acest incident a dus la sporirea securității astfel în cât nici un rege să nu mai aibă acces la proiectele Sacho. În perioada târzie a dinastiei Joseon, când luptele dintre facțiuni s-au intensificat, diversele facțiuni rivale au încercat să revizuiască sau să rescrie cronicile, dar acele cronici au fost identificate. Cronicile au rămas păstrate în varianta originală. 
În versiunea inițială a unui Sacho erau înregistrate toate cuvintele și gesturile regelui, dar nu toate detaliile de acest gen rămâneau în variata finală. De exemplu, regele Taejong a căzut într-o zi de pe cal și a spus imediat celor din jurul său să nu scrie despre căderea sa. Un istoriograf a scris nu doar că regele a căzut de pe cal ci și că a spus să nu fie înregistrat. Într-un alt caz, regele Taejong a fost înregistrat plângându-se de un istoriograf care trăgea tot timpul cu urechea la el de după ușă și îl urmărea deghizat la vânătoare. La moartea unui rege și urcarea pe tron a succesorului său, se înființa un birou numit Sillokcheong (Oficiul pentru Compilarea Cronicilor) care aduna toate proiectele Sacho pentru a alcătui cronicile domniei acelui rege. 
Cronicile primilor trei regi: Taejo (1392-1398), Jeongjong (1399-1400), și Taejong (1401-1418) au fost scrise de mână. Începând cu domnia regelui Sejong (1418-1450), cronicile au fost tipărite cu caractere tipografice din metal sau lemn ceea ce la face diferite de cele chinezești sau japoneze care sunt scrise în totalitate manual. Cronicile erau păstrate în patru exemplare. 
Pentru a stoca cronicile s-au stabilit patru locuri de arhivare: Chunchugwan, județul Chungju, județul  Jeonju și județul Seongju. În fiecare locație a fost depozitat câte un exemplar al cronicilor. Cele trei exemplare din Chunchugwan, județul Chungju și județul Seongju au ars în timpul Războiului Imjin. După război, au fost realizate alte cinci copii pentru a fi păstrate în Chunchugwan și în munții Myohyang-san, Taebaek-san, Odae-san, respectiv Mani-san. Copia din Chunchugwan a fost pierdută în 1624 din cauza trădării lui Yi Gwal. O parte din copia depozitată la Mani-san s-a pierdut în timpul invaziei manciuriene din 1636, iar volumele ce au supraviețuit au fost mutate la Jeongjok-san în 1678. Copia din Myohyang-san fusese mutată la Jeokseong în 1633. 
În timpul perioadei coloniale, japonezii au mutat copia de la Odae-san la Universitatea din Tokyo, dar cea mai mare parte a copiei s-a pierdut rapid în Marele cutremur din Kanto din 1923. 47 de cărți au mai rămas după cutremur și au fost restituite Coreei de Sud în 2006. 
Cronicile fuseseră scrise în chineză clasică și au fost traduse în coreeana modernă în anul 1980 în Coreea de Nord, iar în Coreea de Sud în 1994. O parte dintre Cronicile Dinastiei Joseon au fost scanate de către Universitatea Națională din Seoul și sunt disponibile on-line.

## Cronicile excluse din colecție
Cronicile ultimilor doi conducători ai Joseon-ului, împărații Gojong și Sunjong, au fost excluse din colecția Cronicile Dinastiei Joseon. Gojong Sillok și Sunjong Sillok, care au fost scrise în timpul ocupației japoneze, sunt considerate „documente nesigure” de către cadrele universitare coreene, deoarece oficialii japonezi au influențat compilarea lor și au falsificat anumite evenimente istorice. Cu toate că cele două cronici au fost traduse în coreeana modernă de către Institutul Național Coreean de Istorie, ca și ,,Cronicile Ultimilor doi Împărați ai Dinastiei Joseon”, ele nu sunt considerate ca făcând parte din Cronicile Dinastiei Joseon, Patrimoniul Național al Coreei de Sud sau Patrimoniul Mondial UNESCO.